# Iwan Wassiljewitsch Jewdokimow

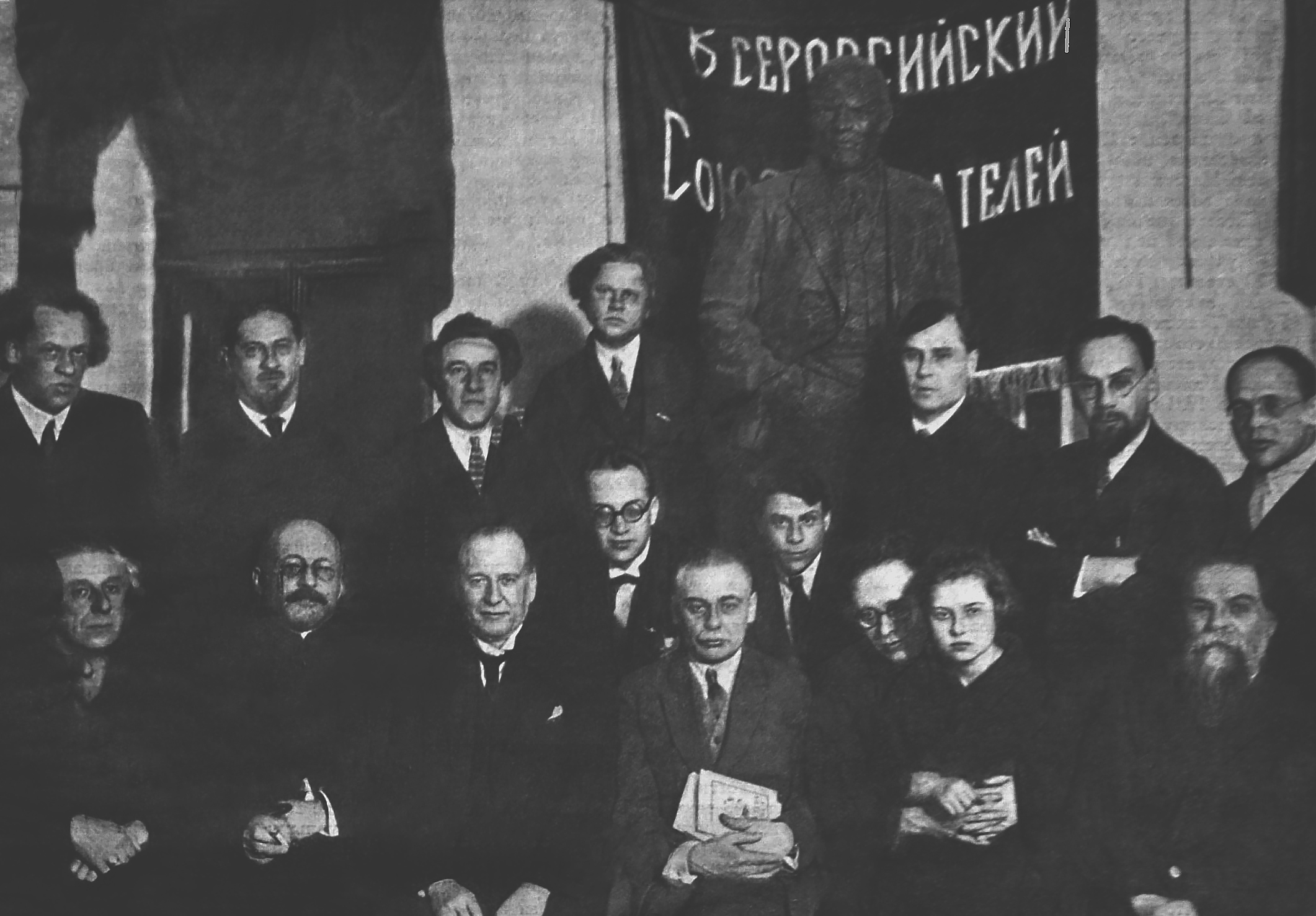
Iwan Jewdokimow (hintere Reihe, 1. von links)

Iwan Wassiljewitsch Jewdokimow (russisch Иван Васильевич Евдокимов; * 22. Januarjul. / 3. Februar 1887greg. in Kronstadt; † 28. August 1941 in Moskau) war ein sowjetischer Schriftsteller.
Jewdokimow war als Bolschewik von 1905 bis 1908 im Untergrund tätig, 1911 bis 1915 studierte er in Sankt Petersburg. Später arbeitete er als Lehrer, Bibliothekar und Lektor. 1913 veröffentlichte er in Sankt Petersburg sein erstes Buch, den Gedichtband Gorodskije smeny. Jewdokimows bekanntestes Werk, der Roman Die Glocken, erschien 1926. Er verfasste zudem mehrere biografische Romane über russische Künstler, darunter über Lewitan, Repin, Surikow und Wrubel.